# 索斯機械獸III
《索斯機械獸III》（香港譯《索斯機械獸III》）是一部日本電視動畫，為機獸系列的第二輯。
動畫由每日放送及小學館製作，自2001年1月至6月在TBS系列和每日放送首播，共26集。2003年3月21日起在香港亞洲電視本港台首播。由於亞洲電視本港台把第一輯的下部故事以第二輯播出，所以在系列的其它輯數播出的時候，輯數比實際加大了一輯。

## 概要
本作的時間點位於第一輯的1000年後。以索斯機械獸格鬥賽為舞臺，由前作的冒險和軍事戰役類型動畫轉變成為格鬥競技類型的動畫。講述主人公畢特與長牙獅零式相遇，在競技比賽中逐漸成長，成為一位優秀的索斯獸駕駛員故事。

## 登場角色

### 布利茲隊
畢特·克勞德（聲：櫻井孝宏）
本作主角。一開始是做廢品站開貨車收廢品的工作，某一天在蒐集戰場上落敗洛伊德的零件時，不小心干預布利茲隊的戰鬥，迫使當天戰鬥無效，裁判機器人宣布隔天原地再戰，並使得駕駛重裝長牙獅的布利茲隊主將-雷歐右手受傷無法再戰，而後被布利茲隊抓回總部，發現原先布利茲隊成員都認為難以駕馭的長牙獅零式，意外成為長牙獅零式的駕駛員，頂替雷歐的主將位置。基本上是以格鬥戰為主體的戰鬥方法。戰士登錄編號是777-A-09。
視力優秀，能夠看出3公里外的洛伊德身上的裝備。
長牙獅零式
本作的主角機，是該作中搭載具備自我學習機能的「Organoid系統」﹙位於長牙獅零式的頸部與軀體之間﹚的兩台「Ultimate-X」中的其中一台﹙由於製造「Organoid系統」的技術已經失傳，因此長牙獅零式有可能是某人從某個遺跡中發掘出來的古董。﹚。擁有自我意志，在選擇駕駛員方面十分挑剔，會拒絕畢特以外的人坐在其身上。當更換裝甲時，其駕駛艙的內部也會隨之發生變化。
麗儂·特洛斯（聲：川澄綾子）
搭乘洛伊德「重裝野牛→狙擊迅龍WWU」
特洛斯博士的女兒。雖然外表可愛，個性卻很直接凶暴。
巴拉德（聲：松風雅也）
搭乘洛伊德「機動奔狼→高速影狐」
被布利茲隊僱用，自由的賞金獵人。
傑米（聲：齋賀光希）
搭乘洛伊德「飛行迅龍(轟炸翼龍)→音速翼龍」
作為特洛斯博士的助手而擔任作戰指揮和機師。布利茲隊唯一的空中戰人員。
特洛斯（聲：中村大樹）
布利茲隊的領隊兼機師，雷歐和麗儂的父親。非常優秀的技術人員。

### 福隆蓋爾隊
直美·福隆蓋爾（聲：夏樹莉緒）
搭乘洛伊德「狙擊迅龍」
別稱「紅色閃光」的厲害女性洛伊德戰士。
雷歐·特洛斯（聲：千葉進步）
搭乘洛伊德「重裝長牙獅→超重劍長牙獅」
麗儂的哥哥，布利茲隊的前隊長。

### 強浦隊
哈利·強浦（聲：高木渉）
搭乘洛伊德「黑暗三角龍→鋼鐵金剛→黑暗三角龍」
強浦財閥的大少爺。其高額資金能買下高性能&品質的洛伊德，並組成強浦隊。
瑪莉·強浦（聲：平松晶子）
哈利·強浦的姊姊。

### 萊刻尼克隊
傑克·席斯科（聲：藤原啟治）
搭乘洛伊德「閃電豹」
擅長高速戰鬥，實力高強的洛伊德王牌駕駛。
克莉絲·塔斯卡（聲：柚木涼香）
搭乘洛伊德「閃電豹」
萊刻尼克隊的隊長，美人姊妹的姊姊，身穿藍駕駛服。
凱莉·塔斯卡（聲：比嘉久美子）
搭乘洛伊德「閃電豹」
美人姊妹的妹妹，身穿綠駕駛服。

### 猛虎隊
參賽隊伍中實力最弱，一度被嘲笑是「喵喵隊」
但3人的講話語調是關西腔混棒球術語，所屬隊名很親切是猛虎魂，原型是2001年當時戰績非常低迷的日本職棒隊伍-阪神虎。
卡庫蘭特（聲：宮下道央）
搭乘洛伊德「機甲長牙虎」
猛虎隊的隊長。
歐馬利（聲：粟津貴嗣）
搭乘洛伊德「機甲長牙虎」
猛虎隊的隊員之一。
萊因巴赫（聲：堀川仁）
搭乘洛伊德「機甲長牙虎」
猛虎隊的隊員之二。

## 製作人員
- 策劃：丸谷嘉彦、久保雅一、吉田紀之
- 原作：Takara Tomy
- 監督：加戶譽夫
- 助監督：星合貴彦
- 劇本統籌：隅沢克之
- 角色設計：坂崎忠
- 道具設計：尾形雄二
- 數碼總監：林成輝
- 動畫總監：平野崇之
- 視覺特效總監：佐藤公一
- 3DCGI技術總監：中一太志
- 3DCG角色技術總監：海谷陽一
- 3DCG造型總監：長谷川歩
- 美術監督：朝倉千登勢
- 色彩設計：伴夏代
- 攝影監督：広瀬勝利
- 剪輯：山森重之
- 音響監督：明田川仁
- 音樂：大谷幸
- 數碼製作：吉冨景子
- 動畫製作：千野孝敏
- 製作：諸冨洋史、中沢利洋
- 小組製片：竹田青滋（クレジットなし）
- 3DCG製作：小学館ミュージック&デジタル エンタテイメント
- 動畫製作：XEBEC
- 出品：每日放送、小學館集英社製作
- 講解：堀川仁

## 主題曲
片頭曲「NO FUTURE」
作詞、主唱：相川七瀨
作曲：布袋寅泰
編曲：太田要
出版商：mortord
片尾曲「流離人」
作詞・作曲：Ricky,JOE
編曲：樫原伸彦
主唱：DASEIN
出版商：avex trax

## 各話列表
| 集數   | 日文標題 | 中文標題                              | 劇本       | 分鏡              | 演出     | 作畫監督   |
| ------ | -------- | ------------------------------------- | ---------- | ----------------- | -------- | ---------- |
| 第1話  |          | 戰鬥開始！－上吧 長牙獅零式！－       | 隅沢克之   | 加戶譽夫          | 大槻敦史 | 石原満     |
| 第2話  |          | 二人的勝利－紅色閃光 直美－           | 隅沢克之   | 土蛇我現          | 日下直義 | 池上太郎   |
| 第3話  |          | 王者登場－哈利·強浦－                 | 小出克彦   | 藤本義孝          | 藤本義孝 | 高橋晃     |
| 第4話  |          | 黑暗格鬥賽！－神秘的巴克托拉夫特團－  | 荒木憲一   | 大槻敦史          | 大槻敦史 | 松田剛吏   |
| 第5話  |          | 高速對決！－零式 野加－               | 千葉克彦   | 星合貴彦          | 河野利幸 | 坂﨑忠     |
| 第6話  |          | 黑暗的巨象－強敵 重裝戰象－           | 隅沢克之   | 土蛇我現          | 日下直義 | 池上太郎   |
| 第7話  |          | 激走的荒野－運輸蝸牛危機百出！－      | 小出克彦   | 藤本義孝          | 藤本義孝 | 高橋晃     |
| 第8話  |          | 猛虎襲來！－換裝！！零式修奈達－      | 荒木憲一   | 加戸誉夫          | 大槻敦史 | 加藤初重   |
| 第9話  |          | 女帝登場－瑪莉·強浦－                 | 千葉克彦   | 河野利幸          | 河野利幸 | 山岡信一   |
| 第10話 |          | 沙漠之牙－音波戰鬥魚 強襲！！－       | 長谷川圭一 | 土蛇我現          | 日下直義 | 池上太郎   |
| 第11話 |          | 三股旋風－再戰！閃電豹－              | 小出克彦   | 藤本義孝          | 藤本義孝 | 高橋晃     |
| 第12話 |          | 強奪零式！－激烈的死亡格鬥賽－        | 荒木憲一   | 星合貴彦          | 星合貴彦 | 坂﨑忠     |
| 第13話 |          | 荒鷲之勇者－音速翼龍VS爆擊蝙蝠－      | 千葉克彦   | 大槻敦史          | 大槻敦史 | 松田剛吏   |
| 第14話 |          | 麗儂的尖叫－第13日的分屍魔－          | 長谷川圭一 | 藤本義孝          | 藤本義孝 | 高橋晃     |
| 第15話 |          | 拉翁再現－反重力災難－                | 荒木憲一   | 土蛇我現          | 日下直義 | 池上太郎   |
| 第16話 |          | 紅色的勁敵－雷歐·特洛斯歸來－         | 長谷川圭一 | 加戸誉夫 河野利幸 | 河野利幸 | うのまこと |
| 第17話 |          | 戰士的休假－兩架蒼茫翼龍－            | 千葉克彦   | 星合貴彦          | 星合貴彦 | 植田実     |
| 第18話 |          | 戰場上的愛戀－心愛的裁判機器人大人♥－ | 小出克彦   | 藤本義孝          | 藤本義孝 | 高橋晃     |
| 第19話 |          | 第三換裝－零式邦吒啟動！！－          | 隅沢克之   | 土蛇我現          | 日下直義 | 池上太郎   |
| 第20話 |          | 高速影狐－叛變的巴拉德－              | 荒木憲一   | 河野利幸          | 河野利幸 | 坂﨑忠     |
| 第21話 |          | 王者的災難－拉翁博士的華麗陷阱－      | 長谷川圭一 | 藤本義孝          | 藤本義孝 | 高橋晃     |
| 第22話 |          | 深海潛龍－尋找Ultimate-X－            | 千葉克彦   | 大槻敦史          | 大槻敦史 | 加藤初重   |
| 第23話 |          | 覺醒的暴龍－狂暴戰龍參戰－            | 小出克彦   | 土蛇我現          | 日下直義 | 池上太郎   |
| 第24話 |          | 勇者的祭典－開幕！皇家杯－            | 千葉克彦   | 星合貴彦          | 星合貴彦 | 高橋晃     |
| 第25話 |          | 適者生存－Ultimate-X之謎－            | 荒木憲一   | 土蛇我現          | 日下直義 | 池上太郎   |
| 第26話 |          | 零式的軌跡－清風與白雲與冒險…－       | 隅沢克之   | 加戸誉夫          | 加戸誉夫 | 坂﨑忠     |

## 播出時間
| 每日放送・TBS系列 星期六 18:00 節目 | 每日放送・TBS系列 星期六 18:00 節目     | 每日放送・TBS系列 星期六 18:00 節目 |
| ----------------------------------- | --------------------------------------- | ----------------------------------- |
|                                     | 索斯機械獸III （2001年1月6日－6月30日） |                                     |
| 索斯機械獸                          | 超人高斯                                |                                     |

| 亞洲電視本港台 星期五 16:30 - 17:05 節目 （翌日早上10:20重播，8月30日起改於10:30重播） | 亞洲電視本港台 星期五 16:30 - 17:05 節目 （翌日早上10:20重播，8月30日起改於10:30重播） | 亞洲電視本港台 星期五 16:30 - 17:05 節目 （翌日早上10:20重播，8月30日起改於10:30重播） |
| -------------------------------------------------------------------------------------- | -------------------------------------------------------------------------------------- | -------------------------------------------------------------------------------------- |
|                                                                                        | 索斯機械獸Ⅲ （2003年3月21日－9月12日）                                                 |                                                                                        |
| 尋寶小Kuppa                                                                            | 猩猩金剛                                                                               |                                                                                        |
| 星期日 10:00 - 11:00 節目（第1集為10:30-11:00，第26集為10:00-10:30）                   |                                                                                        |                                                                                        |
| 遊戲王－怪獸之決鬥 （重播、第1至48集）                                                 | 索斯機械獸Ⅲ （重播） （2004年4月25日－2004年8月15日）                                  | 藍貓 （重播）                                                                          |

## 外部連結
- 索斯機械獸III官方網站